# Livbrigaden
Livbrigaden (IB 3) var en infanteribrigad inom svenska armén som verkade i olika former åren 1949–1992. Förbandsledningen var förlagd i Örebro garnison i Örebro.

## Historik
Genom försvarsbeslutet 1948 beslutades att arméns fältregementen skulle omorganiseras och anta en brigadorganisation. Livbrigaden sattes upp åren 1949–1951 vid Livregementets grenadjärer (I 3) genom att fältregementet Livregementets grenadjärer (IR 3) omorganiserades till brigad. Genom försvarsutredning 1988 kom Livbrigaden att upplösas och avvecklas tillsammans med sin systerbrigad, Närkebrigaden, den 30 juni 1992.

## Verksamhet
Huvuddelen av brigaden grundutbildades vid Livregementets grenadjärer (I 3). Brigaden genomgick förbandstyperna IB 49, IB 59, IB 66, IB 66R och IB 66M. Genom försvarsbeslutet 1972 kom brigaden att bli Livregementets grenadjärers sekundära brigad, detta då den inte upptogs till brigadorganisationen IB 77. 

### Organisation
Brigadens hade nedan organisation, Infanteribrigad 66, där infanteribataljonerna utbildades vid Livregementets grenadjärer.

- 1x Brigadledning
- 1x Infanterispaningskompani
- 3x infanteriskyttebataljoner
  - 4x skyttekompanier
  - 1x tungt granatkastarkompani
  - 1x trosskompani
- 1x Infanteripansarvärnskompani
- 1x Stormkanonkompani
- 1x infanteriluftvärnskompani
- 1x infanterihaubitsbataljon
- 1x infanteriingenjörsbataljon
- 1x infanteriunderhållsbataljon

## Förbandschefer
- 1949–195?: Överstelöjtnant Herbert Ling-Vannerus
- 1956–1958: Överstelöjtnant Olof Rudqvist
- 1958–1982: ???
- 1983–1992: Einar Lyth

## Namn, beteckning och förläggningsort
| Livbrigaden | 1949-10-01 | – | 1992-06-30 |

| IB 3 | 1949-10-01 | – | 1992-06-30 |

| Örebro garnison (F) | 1949-10-01 | – | 1992-06-30 |